# Dorrington, Shropshire
Dorrington är en by i Shropshire distrikt i Shropshire grevskap i England. Byn är belägen 10,6 km 
från Shrewsbury. Orten har 643 invånare (2016). Byn nämndes i Domedagsboken (Domesday Book) år 1086, och kallades då Derintune.